# 15628 Gonzales
15628 Gonzales è un asteroide della fascia principale. Scoperto nel 2000, presenta un'orbita caratterizzata da un semiasse maggiore pari a 2,2106031 UA e da un'eccentricità di 0,1395122, inclinata di 0,92626° rispetto all'eclittica.